# Камберленд Тауншип (округ Адамс, Пенсільванія)
Камберленд Тауншип (англ. Cumberland Township) — селище (англ. township) в США, в окрузі Адамс штату Пенсільванія. Населення — 7033 особи (2020).

## Демографія
Згідно з переписом 2010 року, у селищі мешкали 6162 особи в 2582 домогосподарствах у складі 1796 родин. Було 2766 помешкань
Расовий склад населення:
| - 92,4 % — білих - 3,1 % — чорних або афроамериканців - 1,6 % — азіатів - 0,3 % — корінних американців - 1,3 % — осіб інших рас |

До двох чи більше рас належало 1,3 %. Частка іспаномовних становила 3,6 % від усіх жителів.
За віковим діапазоном населення розподілялося таким чином: 17,6 % — особи молодші 18 років, 57,4 % — особи у віці 18—64 років, 25,0 % — особи у віці 65 років та старші. Медіана віку мешканця становила 50,6 року. На 100 осіб жіночої статі у селищі припадало 91,4 чоловіків;  на 100 жінок у віці від 18 років та старших — 86,9 чоловіків також старших 18 років.
Середній дохід на одне домашнє господарство  становив 85 068 доларів США (медіана — 69 792), а середній дохід на одну сім'ю — 94 523 долари (медіана — 77 212). Медіана доходів становила 54 403 долари для чоловіків та 33 144 долари для жінок. За межею бідності перебувало 9,1 % осіб, у тому числі 12,0 % дітей у віці до 18 років та 1,2 % осіб у віці 65 років та старших.
Цивільне працевлаштоване населення становило 2868 осіб. Основні галузі зайнятості: освіта, охорона здоров'я та соціальна допомога — 27,0 %, мистецтво, розваги та відпочинок — 12,9 %, виробництво — 9,8 %, роздрібна торгівля — 7,5 %.